# Congresso universale di esperanto del 1909
Il Congresso universale di esperanto del 1909, il quinto, si svolse nel 1909 a Barcellona, in Spagna. Vi parteciparono 1287 persone di 32 nazionalità, fra cui Ludwik Lejzer Zamenhof, l'iniziatore della lingua.
Il presidente del comitato organizzatore fu Frederic Pujulà i Vallès.
Al congresso partecipò, quale ospite d'onore, re Alfonso XIII di Spagna, che dichiarò pubblicamente il proprio sostegno al movimento esperantista. Il re incontrò Zamenhof e gli conferì il titolo di Comendador de la Orden de Isabel la Católica (commendatore dell'Ordine di Isabella la Cattolica). In seguito, il governo spagnolo permise ufficialmente l'insegnamento dell'esperanto nelle scuole pubbliche, a partire dall'Università Centrale di Madrid. Il giorno 9 settembre si tenne una gita a Tibidabo.
Il congresso si svolse in un'atmosfera condizionata dai recenti fatti di sangue occorsi a Barcellona, ove si era da poco consumata la settimana tragica, una ribellione soffocata nel sangue dai militari. Più di cento persone morirono, decine di chiese furono date alle fiamme e migliaia di individui furono arrestati. Alla rivolta avevano partecipato numerosi esperantisti di sinistra. Il loro ruolo è stato raccontato nella pellicola cataluna La ciutat cremada, uscita nel 1976.

## Galleria d'immagini

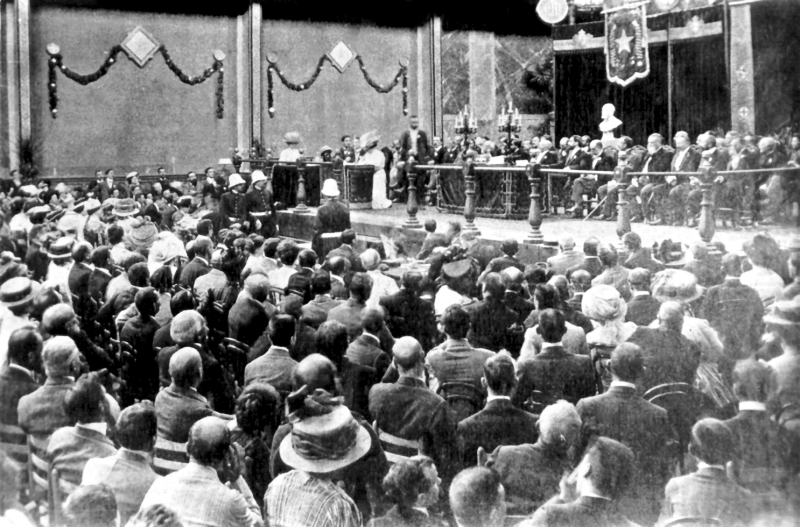
Cerimonia di apertura del Congresso
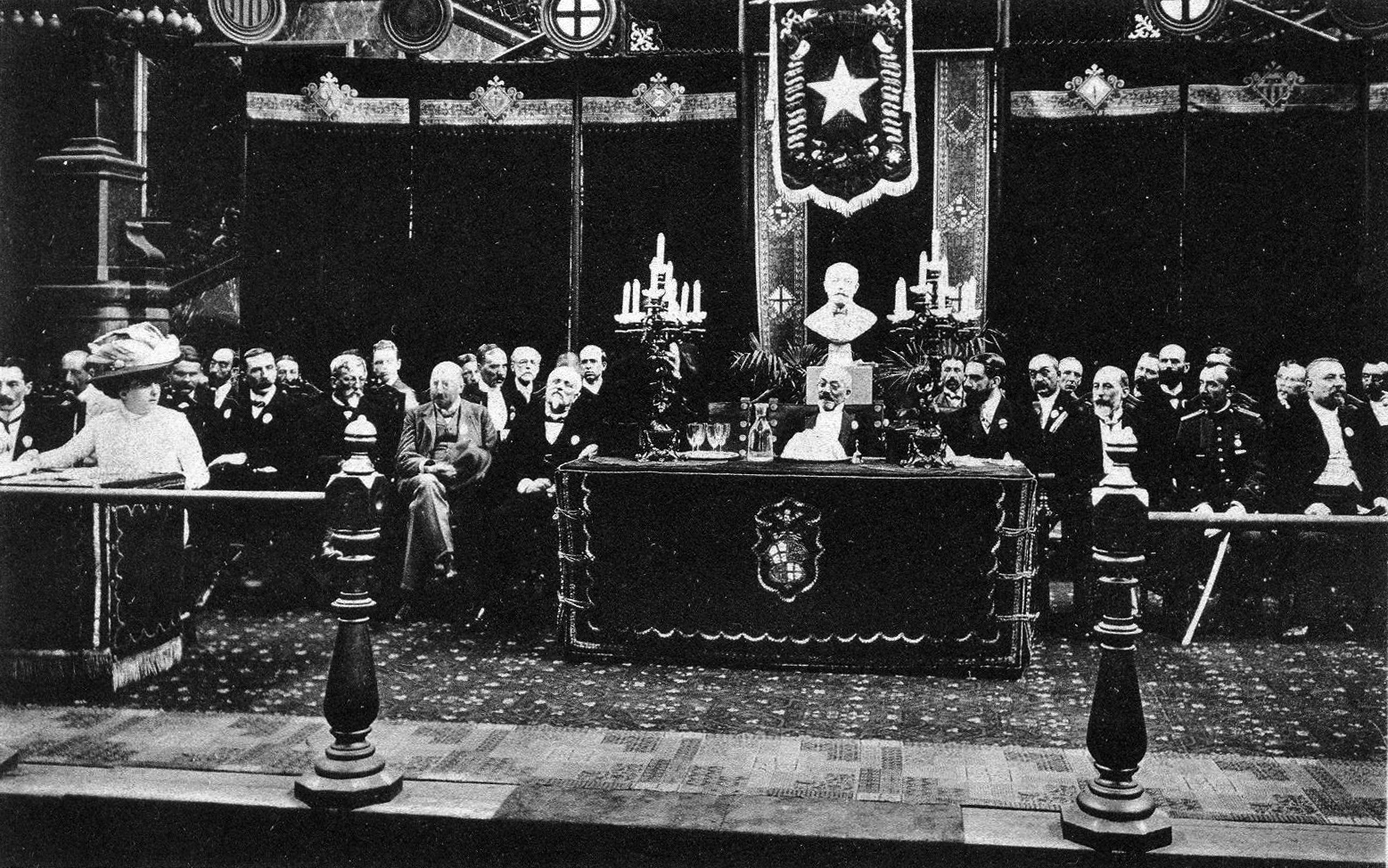
Cerimonia di apertura del Congresso
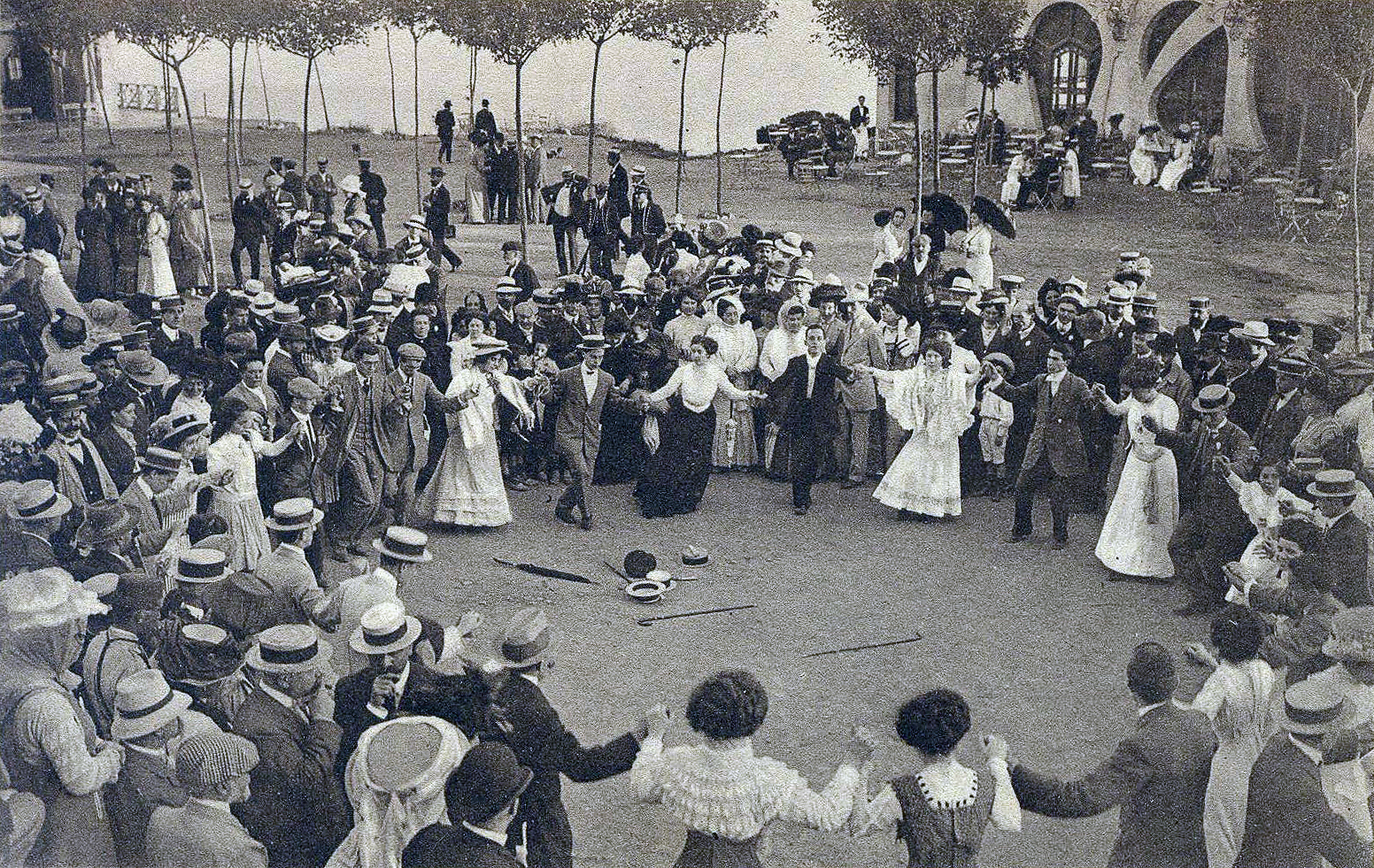
Ballo di esperantisti durante il Congresso
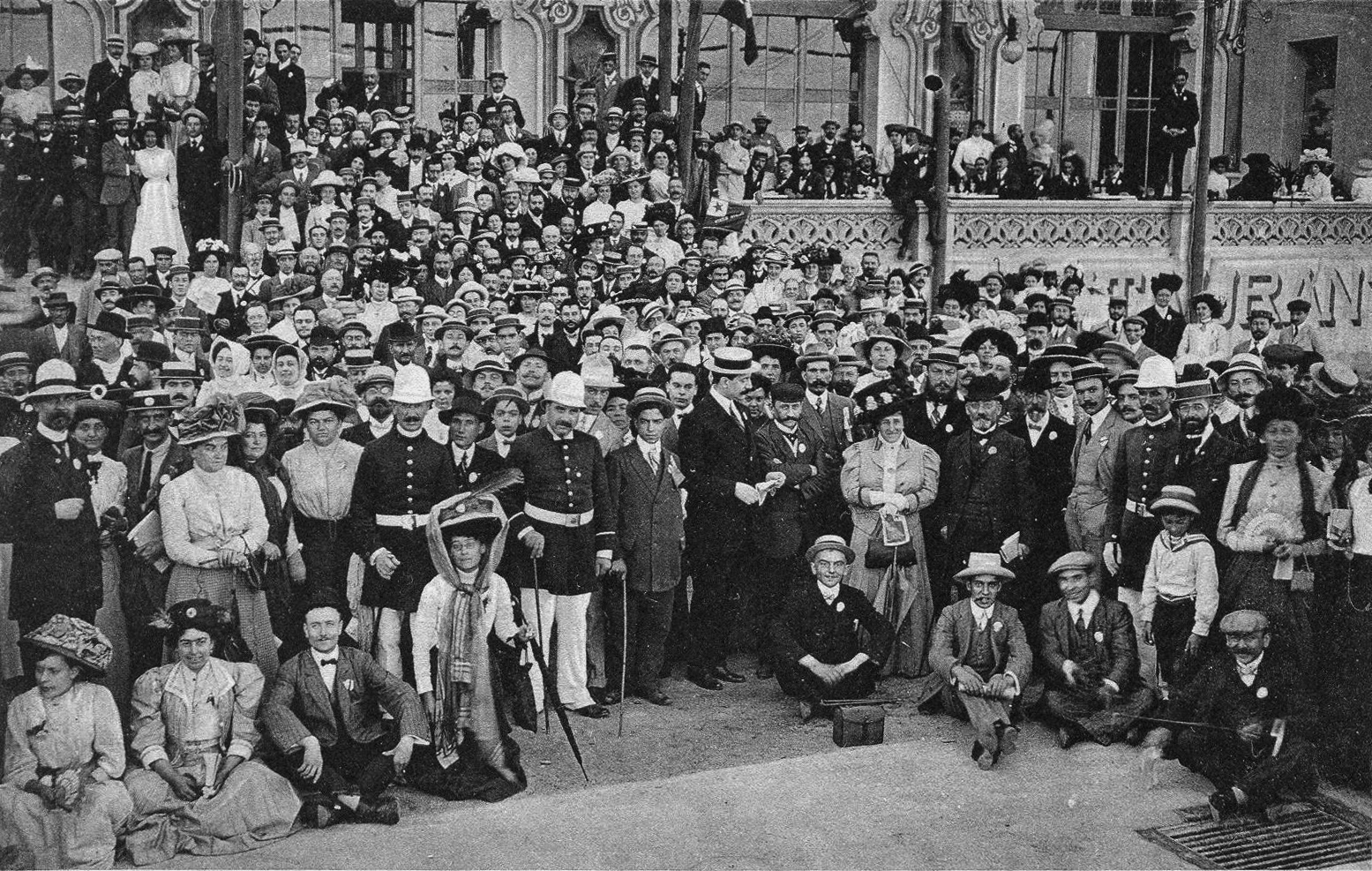
Gita a Tibidabo
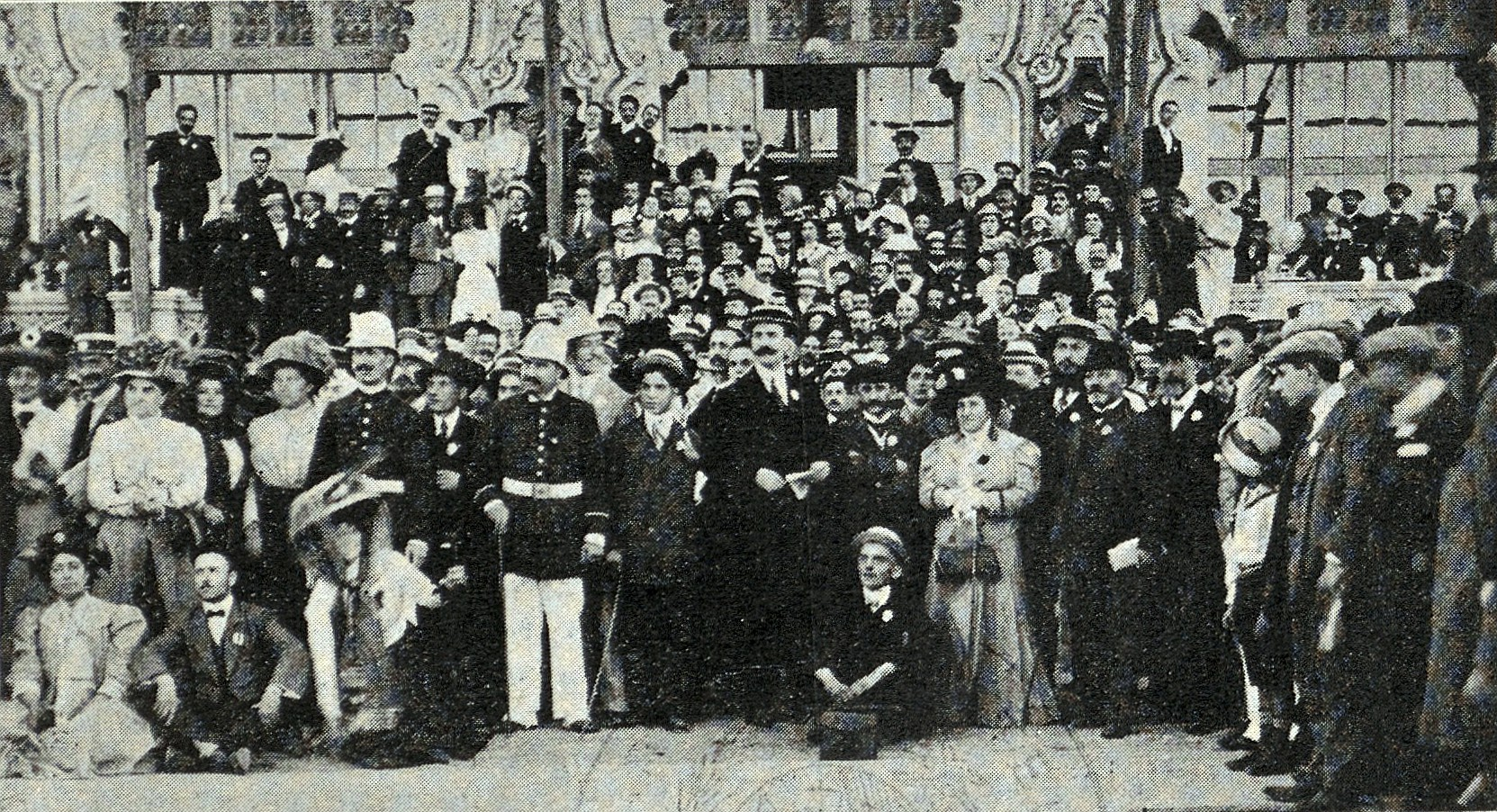
Gita a Tibidabo
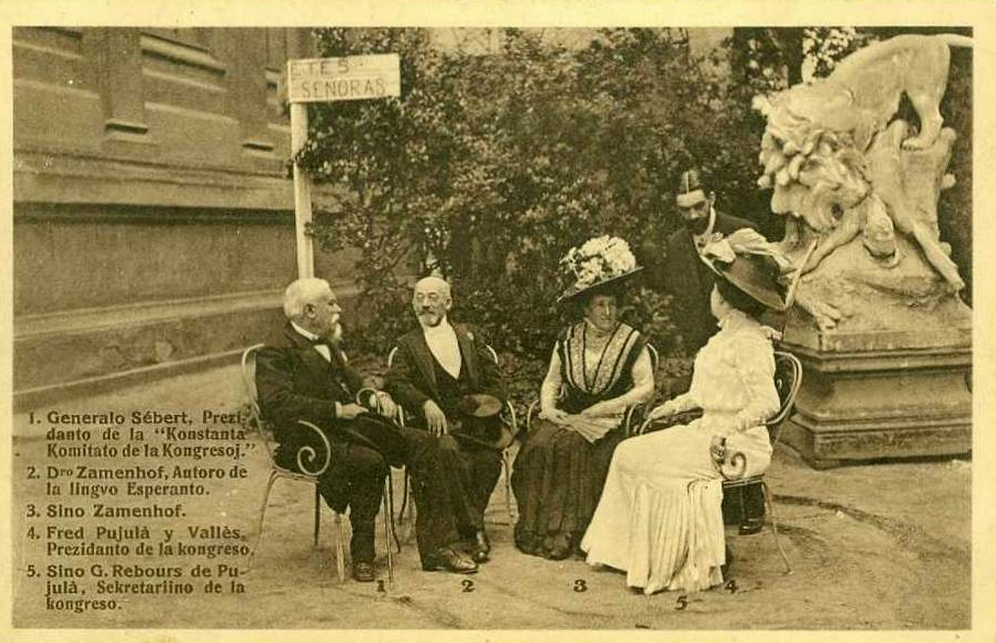
Cartolina del Congresso, da sinistra: il generale Hyppolite Sebert, L. L. Zamenhof, Klara Zamenhof, il presidente del Congresso Frederic Pajulà i Vallès e la Segretaria del Congresso Germaine Rebours de Pujulà